# Belazaima do Chão
Belazaima do Chão é uma povoação portuguesa do Município de Águeda que foi sede da Freguesia de Belazaima do Chão, freguesia que tinha 18,98 km² de área e 599 habitantes (2011), e, portanto, uma densidade populacional de 31,6 hab/km².
A Freguesia de Belazaima do Chão foi extinta (agregada), em 2013, no âmbito de uma reforma administrativa nacional, tendo sido agregada às freguesias de Castanheira do Vouga e Agadão, para formar uma nova freguesia denominada União das Freguesias de Belazaima do Chão, Castanheira do Vouga e Agadão.

## Localização
Localizada na margem sueste do município, Belazaima do Chão tem como vizinhos as localidades de Castanheira do Vouga a norte, Agadão a leste e Aguada de Cima a sudoeste e os Municípios de Mortágua a sueste e Anadia a sul. A freguesia é ribeirinha à margem esquerda do rio Agadão.
Belazaima do Chão situa-se no começo das faldas da Serra do Caramulo, fazendo a transição entre a zona da planície e a serra.

## Outros acontecimentos que marcaram a localidade
Belazaima tem origens históricas muito antigas. Já existia em documentos dos princípios da nacionalidade.
Nos Cêpos, um dos 8 lugares da localidade, há vestígios que ali se viveu na época Dolménica.
Em 1220 no tempo de D. Afonso II era posse da coroa. Com a agitação da época, passou a outros senhores. Em 1485 tempo de D. João II este deu-a à Infanta Princesa Joana (Sta. Joana). Mais tarde passou para a casa de Bragança.

## Património
- Igreja de São Pedro (matriz) (1748) – Os tectos desta Igreja são formados por duas unidades, a capela-mor e a nave central. Ambas são compostas por caixotões singelos de pintura lisa datados de 1844.
- Gimno-Desportivo do Centro de Recreio Popular de Belazaima
- Parque da Senhora das Preces
- Sobreiro
- Parque do Moinho do Vento
- Núcleo de moinhos de água

## Histórias Populares / contos e lendas
Sobre a origem da palavra Belazaima há várias versões e 22 grafias diferentes do nome da terra. No entanto o povo atribui-lhe uma lenda.
Reza essa lenda que esta área pertencia a um senhor árabe que vivia para os lados do Caramulo. Tinha três filhas chamadas Zaimas que eram muito bonitas. Um dia veio visitar esse senhor um príncipe que ao olhar as raparigas disse: "Que belas Zaimas!!!" Daí o nome de Belazaima (qual das três escolheu, pois parece que se apaixonou por uma delas, a lenda não diz, mas certamente terá sido por Belazaima do Chão…) A lenda continua e diz que quando da sua morte o dito senhor deixou de herança todas as suas terras às três filhas.
A filha mais velha teve como dote as terras de Belazaima-a-Velha: a filha do meio teve as terras do monte Belazaima-do-Monte: as terras da planície (chão) foram dote da filha mais nova – Belazaima do Chão, ou Belazaima-a-Nova.
Uma história desse tempo conta que os habitantes de Belazaima-a-Velha deram autorização para a construção da Igreja em Belazaima do Chão, impondo para isso uma regra que era a de um almoço todos os domingos em casa de qualquer um de Belazaima do Chão. Assim, os de Belazaima-a-Velha vinham todos os domingos e os de Belazaima do Chão eram obrigados a oferecerem-lhes o almoço. Como tal hábito começasse a pesar aos de Belazaima do Chão estes foram aconselhar-se a Águeda, para saberem se realmente tinham obrigação. O conselheiro disse-lhes que não. Então, desse dia em diante passaram a fechar a porta aos da terra vizinha, quando eles vinham para o tal almoço.

## População
| População da freguesia de Belazaima do Chão (1864 – 2011) | População da freguesia de Belazaima do Chão (1864 – 2011) | População da freguesia de Belazaima do Chão (1864 – 2011) | População da freguesia de Belazaima do Chão (1864 – 2011) | População da freguesia de Belazaima do Chão (1864 – 2011) | População da freguesia de Belazaima do Chão (1864 – 2011) | População da freguesia de Belazaima do Chão (1864 – 2011) | População da freguesia de Belazaima do Chão (1864 – 2011) | População da freguesia de Belazaima do Chão (1864 – 2011) | População da freguesia de Belazaima do Chão (1864 – 2011) | População da freguesia de Belazaima do Chão (1864 – 2011) | População da freguesia de Belazaima do Chão (1864 – 2011) | População da freguesia de Belazaima do Chão (1864 – 2011) | População da freguesia de Belazaima do Chão (1864 – 2011) | População da freguesia de Belazaima do Chão (1864 – 2011) |
| --------------------------------------------------------- | --------------------------------------------------------- | --------------------------------------------------------- | --------------------------------------------------------- | --------------------------------------------------------- | --------------------------------------------------------- | --------------------------------------------------------- | --------------------------------------------------------- | --------------------------------------------------------- | --------------------------------------------------------- | --------------------------------------------------------- | --------------------------------------------------------- | --------------------------------------------------------- | --------------------------------------------------------- | --------------------------------------------------------- |
| 1864                                                      | 1878                                                      | 1890                                                      | 1900                                                      | 1911                                                      | 1920                                                      | 1930                                                      | 1940                                                      | 1950                                                      | 1960                                                      | 1970                                                      | 1981                                                      | 1991                                                      | 2001                                                      | 2011                                                      |
| 507                                                       | 505                                                       | 472                                                       | 431                                                       | 477                                                       | 475                                                       | 544                                                       | 533                                                       | 571                                                       | 562                                                       | 536                                                       | 551                                                       | 593                                                       | 588                                                       | 599                                                       |

Nos censos de 1864 a 1930 figura com o nome de Belazaima. A actual designação foi-lhe dada pelo decreto lei 27.424, de 31 de dezembro de 1936
| Distribuição da População por Grupos Etários | Distribuição da População por Grupos Etários | Distribuição da População por Grupos Etários | Distribuição da População por Grupos Etários | Distribuição da População por Grupos Etários | Distribuição da População por Grupos Etários | Distribuição da População por Grupos Etários | Distribuição da População por Grupos Etários | Distribuição da População por Grupos Etários | Distribuição da População por Grupos Etários |
| -------------------------------------------- | -------------------------------------------- | -------------------------------------------- | -------------------------------------------- | -------------------------------------------- | -------------------------------------------- | -------------------------------------------- | -------------------------------------------- | -------------------------------------------- | -------------------------------------------- |
| Ano                                          | 0-14 Anos                                    | 15-24 Anos                                   | 25-64 Anos                                   | > 65 Anos                                    |                                              | 0-14 Anos                                    | 15-24 Anos                                   | 25-64 Anos                                   | > 65 Anos                                    |
| 2001                                         | 72                                           | 79                                           | 306                                          | 131                                          |                                              | 12,2%                                        | 13,4%                                        | 52,0%                                        | 22,3%                                        |
| 2011                                         | 81                                           | 40                                           | 323                                          | 155                                          |                                              | 13,5%                                        | 6,7%                                         | 53,9%                                        | 25,9%                                        |

Média do País no censo de 2001:   0/14 Anos-16,0%;  15/24 Anos-14,3%;  25/64 Anos-53,4%;  65 e mais Anos-16,4%
Média do País no censo de 2011:    0/14 Anos-14,9%;  15/24 Anos-10,9%;  25/64 Anos-55,2%;  65 e mais Anos-19,0%
(Fonte: INE)

## Lugares
- Alvarim
- Belazaima do Chão
- Belazaima-a-Velha
- Cepos
- Corça
- Feridouro
- Póvoa de São Domingos
- Póvoa de Vale do Trigo

## Limites
Castanheira do Vouga (norte), Borralha (poente), Aguada de Cima (sul), e Agadão (nascente)

## Associativismo(Culturais/Recreativa/Desportivas/Sociais)
- Centro Social de Belazaima (Creche/Jardim de Infância/ATL/Centro de Dia/Lar)
- Os Serranos - Associação Etnográfica
- APC - Associação de Protecção Civil
- Centro de Recreio Popular de Belazaima
- Comissão de Carnaval
- GENTE – Grupo Etnográfico “A Nossa Terra”
- Junta de Agricultores de Belazaima
- Zaima TT
- Clube de Caçadores de Belazaima
- Comissão da Fábrica da Igreja
- ADEPOVAT - Assoc. Desp. Póvoa Vale Trigo
- Rede Social de Belazaima